# VaRショック
VaRショック（バリュー・アット・リスク・ショック）とは、2003年6月に日本で起きた歴史的な債券価格の暴落。

## 概要
銀行の標準的なリスク管理手法であるバリュー・アット・リスク（VaR）は、相場の変動幅が拡大すると、含み損拡大を防ぐために保有可能額が強制的に縮小する性質がある。
2003年6月に景況感が反転し債券価格が一定の幅を超えて下落したことをきっかけに、VaRを用いて債券投資を行っている各金融機関は連鎖的に損切りをせざるを得なくなり、売りが売りを呼ぶ展開となった。その結果、長期金利は当時の過去最低である0.430％から2カ月で1％程度にまで一気に急上昇し、債券価格の歴史的な暴落を引き起こした。